# Hanne Smyrner
Hanne Smyrner (født 3. november 1934 på Frederiksberg, død 29. august 2016), også kendt som Ann Smyrner, var en dansk skuespillerinde, der hovedsageligt er kendt fra sin karriere i tyske film og for sin medvirken i såvel den danske som den amerikanske version af filmen Reptilicus (1961).

## Karriere
Hanne Smyrner var datter af skuespilleren Paul Smyrner og blev selv uddannet skuespiller på teaterskolen ved Aarhus Teater i 1956, hvor hun også debuterede som teaterskuespiller i rollen som Gulnare i Aladdin.
Snart efter drog hun til Vesttyskland, hvor hun indspillede en række film, oftest i den lettere genre. Hun medvirkede desuden i en enkelt dansk film, Reptilicus fra 1961. Hendes karriere i Tyskland med afstikkere til blandt andet Italien, varede fra 1957 til 1971, hvorpå hun stort set stoppede sin skuespillerkarriere. Hun slog sig efterfølgende ned i Spanien og levede derpå af at skrive og holde foredrag.
Smyrner havde efterfølgende ikke meget med sit fødeland at gøre, men hun vakte en del opsigt i Danmark ved at bekende sig til satanisme i 1980'erne.